# Lastic (Puy-de-Dôme)
Lastic ist eine französische Gemeinde mit 99 Einwohnern (Stand: 1. Januar 2022) im Département Puy-de-Dôme in der Region Auvergne-Rhône-Alpes. Sie gehört zum Arrondissement Riom und zum Kanton Saint-Ours (bis 2015: Kanton Bourg-Lastic). Die Einwohner werden Lasticois genannt.

## Geographie
Lastic liegt etwa 44 Kilometer westsüdwestlich von Clermont-Ferrand. Umgeben wird Lastic von den Nachbargemeinden Saint-Germain-près-Herment im Norden, Westen und Nordosten, Saint-Sulpice im Südosten sowie Bourg-Lastic im Süden.

## Geschichte
Während der deutschen Besetzung bestand hier ab 1940/1941 ein Konzentrationslager.

## Bevölkerungsentwicklung
| Jahr                       | 1962 | 1968 | 1975 | 1982 | 1990 | 1999 | 2006 | 2013 |
| Einwohner                  | 263  | 261  | 211  | 191  | 163  | 125  | 115  | 107  |
| Quellen: Cassini und INSEE |      |      |      |      |      |      |      |      |

## Sehenswürdigkeiten
- Kirche der Geburt Johannes des Täufers